# U.S. Route 3
U.S. Route 3 (ou U.S. Highway 3) é uma autoestrada dos Estados Unidos.
Faz a ligação do Sul para o Norte. A U.S. Route 3 foi construída em 1926 e tem 279 milhas (449 km).

## Principais ligações
US 4 perto de Concord

 US 2 em Lancaster